# 全国浪人共闘会議
全国浪人共闘会議（ぜんこくろうにんきょうとうかいぎ、略称：浪共闘（ろうきょうとう））とは、1969年に、東京と大阪の浪人生が軸となって形成された浪人生の学生運動組織であり、1969年、70年当時は全国各地に存在していた。全共闘の浪人版でもあった。

## 関連する人物
大阪
- 文世光（ムン・セグァン）：プロレタリア軍団の高校生組織だった暴力革命高校生戦線（暴革）出身。1974年の韓国の光復節記念式典の席で朴正煕大統領の暗殺を謀り、陸英修（ユ・ギョンス）夫人が死亡。文世光事件。
- 丸岡修：清水谷高校卒業。パレスチナへ行き、日本赤軍の精力的な活動家になる。1987年11月、東京で逮捕され、1993年12月、無期懲役の判決を受け服役していたが、2011年5月に八王子医療刑務所にて心臓病で死亡。

東京
- 塩崎恭久：新宿高校、東京大学卒業。日銀職員を経て衆議院議員。第73代内閣官房長官、第17・18代厚生労働大臣。
- 堀内正美：私立桐蔭学園高等学校（神奈川県横浜市）、桐朋学園大学短期大学部芸術コース演劇科卒業。俳優、阪神・淡路大震災後ボランティア団体「がんばろう神戸」を設立し被災者支援を行う。現在、特定非営利活動法人「阪神淡路大震災1・17希望の灯り」理事長。

## 党派
大阪の浪共闘（全大阪浪人共闘会議）は、ブント系の中央派、解放派系のエスエル派、アナキスト系のエスエル左派（エスエルとはロシア革命期の社会革命党にちなんだもの）を主要三派とし、他に毛沢東主義派、第四インター派などがあった。

## 出身校と拠点
中央派は、ブント系の大阪府高連と結びつき、北野高校や高津高校の卒業者が多く、エスエル派は反帝高評と結びつき、同派の川嶋康裕など大手前高校卒業者が中軸となり、アナキスト革命連合（ARF）の千坂恭二をリーダーとしたエスエル左派は清水谷高校のアナ高連と結びつき、天王寺高校や上宮高校の卒業生で占められていた。
中央派は都心の中之島図書館と近隣の中之島界隈を溜まり場とし、エスエル派とエスエル左派は天王寺区の大阪教育大学の全学バリケード封鎖中の学生会館を活動拠点にしていた。

## 世間評
浪共闘の活動は予備校生を巻き込んだ集会やデモなどであり（各予備校の授業妨害になった）、また大学闘争の「外人部隊」としてだったが、活動については、学生運動に同情的だった1969年の時点においても「大学に入る前に大学を破壊してどうする」と世間から揶揄されることもしばしばだったらしい。

## 文献
- 千坂恭二『思想としてのファシズム──「大東亜戦争」と1968』（彩流社。2015年）ISBN 978-4-7791-2143-2